# 389
Năm 389 là một năm trong lịch Julius.